# Paradisaea rudolphi

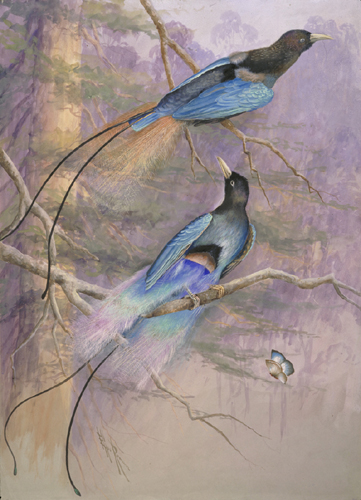
Ave del paraíso azul por Ellis Rowan c. 1917

El ave del paraíso azul (Paradisaea rudolphi) es una especie de ave paseriforme de la familia Paradisaeidae endémica de las montañas de Nueva Guinea. Mide unos 30 cm y el macho es algo más grande y atractivo que la hembra.
Considerada por algunos ornitólogos como la más hermosa de todas las aves, el ave del paraíso azul fue descubierta por Carl Hunstein en 1884. Su nombre científico recuerda al desdichado príncipe heredero Rodolfo de Austria.
Debido a la pérdida permanente de su hábitat, número limitado, una población pequeña y a la caza indiscriminada en algunas áreas, debido a sus plumas cotizadas a muy alto precio, el ave del paraíso azul está clasificada como Vulnerable en la Lista Roja de la UICN de Especies Amenazadas. Se enumeran en el Apéndice II de la CITES.

## Descripción

### Apariencia
El ave mide aproximadamente 30 cm de largo, posee un plumaje negro azabache, un pico de color blanco azulado, el iris de color marrón oscuro, las patas grises, las alas azules y un anillo ocular blanco y brillante. El macho está engalanado con plumas azul violeta y canela en los costados y dos largas plumas de la cola en forma de cinta. La hembra presenta tonos castaños en su plumaje.

### Costumbres de apareamiento
El macho es polígamo y realiza un cortejo impresionante. Pero dicho cortejo, a diferencia de las otras especies Paradisaea , se lleva a cabo en solitario con hembras cerca. En la exhibición, el macho se cuelga de una rama cabeza abajo. El óvalo negro con margen rojo en el centro de su pecho se engrandece y se contrae rítmicamente. Sus plumas azul-violeta se extienden hacia fuera en forma de abanico, moviendo su cuerpo hacia atrás y  hacia adelante, mientras que las plumas centrales de la cola forman dos arcos impresionantes hacia ambos lados. A lo largo de su actuación vocaliza en una voz baja pero vibrante, y también baila dab mientras alienta una hembra.

## Distribución
El ave del paraíso azul es endémica de Papúa Nueva Guinea. Se distribuye en los bosques y montañas del sureste de Nueva Guinea. SIIT sólo reconoce una subespecie (Paradisaea Rudolphi), pero las subespecies adicionales Paradisaea margaritae y Paradisaea ampla se han descrito.